# چارلز جنیوری
چارلز جنیوری (انگلیسی: Charles January؛ ۱ فوریه ۱۸۸۸ – ۲۶ آوریل ۱۹۷۰) یک بازیکن فوتبال اهل ایالات متحده آمریکا بود.